# Veliki Botinovac
Veliki Botinovac – wieś w Chorwacji, w żupanii kopriwnicko-kriżewczyńskiej, w gminie Sokolovac. W 2011 roku liczyła 88 mieszkańców.